# John McEntire
John McEntire (Portland, Oregón, 9 de abril de 1970) es un baterista y multinstrumentista estadounidense, miembro de los grupos de post-rock e indie rock Tortoise, Gastr Del Sol y The Sea and Cake.
Fue el músico principal en la grabación del disco de 1995 Terminal Pharmacy de Jim O'Rourke, además de aparecer en otros varios proyectos solistas de O'Rourke. Ha colaborado con la batería o con otros instrumentos en varias otras bandas, entre las que se encuentran Bastro, Red Krayola, Come, Shrimp Boat, y Stereolab, y tiene destacadas participaciones en álbumes como Since (1998) de Richard Buckner, y Kernel (1993) de Seam.
McEntire ingresa al Oberlin College en Oberlin, Ohio, al principio a estudiar percusión, para ingresar luego al recién creado programa de Tecnología de la música y artes relacionadas. Él es propietario de los estudios de grabación Soma Electronic Music Studios en Chicago, donde ha realizado un destacado trabajo como productor e ingeniero, responsable de la mezcla y remezcla de innumerable producciones de varios artistas, entre ellas sus propias bandas o los proyectos en solitario de sus compañeros, como Sam Prekop, Archer Prewitt, y Doug McCombs. Entre otros artistas con los que ha trabajado se encuentran Bright Eyes, Tom Zé, The Ex, Smog, Eleventh Dream Day, Cougar, Antibalas, The For Carnation, Dianogah, U.S. Maple, Chicago Underground Duo, The Fiery Furnaces y Trans Am
- Datos: Q925123